# Sandrine Destombes
Sandrine Destombes (29 de abril de 1971) es una escritora francesa de novela policíaca. En 2018 recibió el premio Grand prix VSD du polar por su novela El doble secreto de la familia Lessage y en 2020 el premio Prix Ligue de l'Imaginaire por su novela Madame B.

## Biografía
Tras haber estudiado en la Escuela Superior de Producción Audiovisual, Destombes trabaja en la producción de eventos, actividad que compagina con la literatura, a la que se dedica fundamentalmente durante su tiempo libre. 
Algunas de sus novelas han sido traducidas al italiano, al español y al catalán. La primera novela suya traducida al español fue El doble secreto de la familia Lessage, novela por la que le otorgaron el Grand Prix VSD du polar en 2018 y que llegó a España en 2019.

## Obras publicadas

### Serie de la comisaria Max Tellier
- La Faiseuse d'anges (Éditorial du Crabe, 2014).
- L'Arlequin (Éditorial du Crabe, 2015).
- Ainsi sera-t-il (Éditorial de Noyelles-Nouvelles plumes 2016).
- Le Dernier Procès de Victor Melki (Hugo Roman, 2021).

### Novelas independientes
- Ils étaient cinq (Nouvelles plumes, 2017).
- Les Jumeaux de Piolenc (Hugo Roman, 2018); (en español: El doble secreto de la familia Lessage, Reservoir Books, 2019).
- Le Prieuré de Crest (Hugo Roman, 2019); (en español: Las hermanas de Crest, Reservoir Books, 2020).
- Madame B (Hugo Roman, 2020); (en español: Madame B, Reservoir Books, 2021).

## Premios y distinciones
- Premio Grand prix VSD du polar por su novela El doble secreto de la familia Lessage (2018).[3][7]
- Premio Prix Ligue de l'Imaginaire por su novela Madame B (2020).[5]